# Abdosetae ornata
Espèce
Synonymes
- Otacilia ornata Deeleman-Reinhold, 2001

Abdosetae ornata est une espèce d'araignées aranéomorphes de la famille des Phrurolithidae.

## Distribution
Cette espèce est endémique du Sabah en Malaisie,. Elle se rencontre sur le mont Kinabalu.

## Description
Le mâle holotype mesure 2,25 mm et la femelle paratype 3,25 mm.

## Publication originale
- Deeleman-Reinhold, 2001 : Forest spiders of South East Asia: with a revision of the sac and ground spiders (Araneae: Clubionidae, Corinnidae, Liocranidae, Gnaphosidae, Prodidomidae and Trochanterriidae. Brill, Leiden, p. 1-591.